# Орешец (област Видин)
Вижте пояснителната страница за други значения на Орешец.
Орѐшец е село в Северозападна България, област Видин, община Димово.

## География
Село Орешец се намира на 1,5 километра южно от новото село Гара Орешец, на 3 километра североизточно от Белоградчик, на 10 км южно от общинския център гр. Димово.
Населението му се състои само от 2 жители. Мнозина от бившите жители имат вили в селото. То е изоставено, няма обществено водоснабдяване, няма и работещ магазин, нито работа.

## История
По-голямата част от жителите са се изселили, за да търсят работа – главно при едноименната железопътна гара (на 2 км северно), където е възникнало село Гара Орешец.
Селището край гарата се разраства. Със статут на гара (вид населено място) е център на едноименната Община Гара Орешец (1949 – 1978), в която попада в миналото и старото село Орешец.

## Население
Преброяване на населението през 2011 г.
Численост и дял на етническите групи според преброяването на населението през 2011 г.:
|                     | Численост | Дял (в %) |
| Общо                | 10        | 100,00    |
| Българи             | 10        | 100,00    |
| Турци               | 0         | 0,00      |
| Цигани              | 100       | 0,00      |
| Други               | 0         | 0,00      |
| Не се самоопределят | 0         | 0,00      |
| Неотговорили        | 0         | 0,00      |

## Забележителности
На 1 км югозападно от селото се намира новооткритата пещера Венеца, благоустроена в периода 2013 – 2015 г. и отворена за посещения от 1 юни 2015 г. Заради запазените природни форми е нареждана сред най-красивите пещери в България. 
В селото има старинна църква „Свети Георги Руян“, датираща от началото на XIX век. Построена е върху основите на по-стара църква.
Камбанарията и подът на храма са дело на дебърския майстор Велко Иванов от Сушица, починал в селото в 1896 година.
През последните години събира хора на църковни празници, особено на 15 август (Успение Богородично), когато представители на Видинската митрополия донасят чудотворна икона за поклонение.
Църквата има забележителни стенописи. Обявена е за паметник на културата от местно значение през 1973 г. Състоянието на сградата е много тревожно, нуждае се от спешни укрепителни действия по оценка от 2010 г..

## Личности
- Иван Илиев (р. 1925), политик от БКП
- Петър Джорински (1860 – 1936), бивш кмет на Видин